# Achille van Acker
Achille van Acker (Brujas, 8 de abril de 1898-ibidem, 10 de julio de 1975) fue un político belga que ejerció en tres períodos como primer ministro de Bélgica entre 1946 y 1958. Van Acker, un moderado de Flandes, era miembro del Partido Socialista Belga (PSB-BSP) y desempeñó un papel importante en la creación del estado del bienestar belga después de la Segunda Guerra Mundial.

## Biografía

### Inicios políticos y guerras mundiales
Achille Honoré Van Acker nació en 1898 en Brujas, Bélgica, en el seno de una familia de clase trabajadora, siendo el menor de doce hijos. Sólo asistió a la escuela hasta los 11 años. A pesar de entrar en el mundo laboral, Van Acker leyó ampliamente y se unió a varias asociaciones sociales en Brujas. Al estallar la Primera Guerra Mundial, fue rechazado por el Ejército Belga porque sufría de astigmatismo. Mientras los alemanes ocupaban la mayor parte de Bélgica, Van Acker huyó a la pequeña porción del territorio desocupado detrás del frente del Yser, donde trabajaba en varias funciones serviles. Mezclándose con soldados belgas durante la guerra, Van Acker se involucró en la política socialista, desarrollando una ideología distintiva basada en una socialdemocracia moderada. Después del final de la guerra, regresó a Brujas y se unió al Partido Obrero Belga (POB-BWP) y se hizo activo en grupos socialistas, sindicatos y cooperativas.
En 1926, Van Acker fue elegido para un puesto en el ayuntamiento de Brujas y, en 1927, se convirtió en miembro del POB-BWP de la Cámara de Representantes de Bélgica a la edad de 29. En sus primeros años en el parlamento, Van Acker desarrolló una experiencia particular en la legislación de seguridad social.
En mayo de 1940, Bélgica fue invadida por la Alemania nazi. Tras la rendición belga y el inicio de la ocupación alemana, el jefe del POB-BWP Henri de Man anunció la disolución del partido socialista como parte de una política de colaboracionismo, y Van Acker se retiró de la vida pública. En 1941, sin embargo, se reincorporó al partido socialista ilegal y al movimiento sindical clandestino bajo el nombre de "Monsieur André" y viajó por todo el país en contacto con las secciones del partido. Tras la Liberación de Bélgica, en septiembre de 1944, Van Acker surgió como jefe del partido sucesor del POB-BWP, el Partido Socialista Belga (PSB-BSP).
En diciembre de 1944, mientras servía como ministro del gobierno, Van Acker implementó el sistema de seguridad social de Bélgica.

### Primer ministro
Después de la Segunda Guerra Mundial, Van Acker se convirtió en primer ministro de Bélgica en cuatro gabinetes diferentes y ejerció como ministro de Trabajo y Servicios Sociales, ministro de Salud Pública, ministro de Movilidad y ministro de Minería. De 1961 a 1974 fue presidente de la Cámara de Representantes. Fue nombrado Ministro de Estado en 1958. Durante el primer mandato de Van Acker, en marzo de 1945 se introdujo el seguro obligatorio de invalidez y el seguro obligatorio de enfermedad para los trabajadores manuales y no manuales. A partir de enero de 1946 los fondos del seguro de enfermedad asignaron una contribución especial que cubría los costes de las curas preventivas al aire libre. Para mejorar la salud y la seguridad en las minas, en diciembre de 1945 se introdujo un decreto que preveía el uso obligatorio en lugares polvorientos de dispositivos "capaces de disipar o suprimir el polvo del carbón y de la piedra" y, a partir de abril de 1945, se promulgaron varias leyes que liberalizaban el derecho a prestaciones para los deportados de nacionalidad extranjera.
Una orden de octubre de 1945 promulgó un reglamento general para el control médico de los trabajadores de las empresas industriales y comerciales y de los servicios públicos. A raíz de una ley de 1940 que permitía a los propietarios que deseaban iniciar la reconstrucción de sus propiedades solicitar un "préstamo de reparación a un tipo de interés bajo", en diciembre de 1945 se aprobó una ley que les permitía obtener un anticipo sin intereses sobre su indemnización. Ese mismo mes se creó un Consejo Supremo de Higiene en Minas con el fin de fomentar el progreso de la higiene industrial. En febrero de 1946, la formación de comités de seguridad e higiene se hizo obligatoria. En septiembre de 1945, la indemnización de los trabajadores se extendió a las empleadas domésticas y, en diciembre de 1945, a los accidentes de ida y vuelta al trabajo. Una orden legislativa de enero de 1946, que regulaba las vacaciones anuales, cubría a todas las personas "obligadas por contratos de contratación de servicios o por contratos de aprendizaje" y establecía los principios esenciales para la concesión de las vacaciones pagadas, "dejando un margen para su adaptación a las necesidades especiales de los distintos ramos de la actividad industrial".
Los tres primeros gabinetes dirigidos por Van Acker duraron poco debido a la Cuestión Real de Leopoldo III de Bélgica, que mantuvo a Bélgica en crisis institucional de 1944 a 1951.
El cuarto gabinete de Van Acker tomó iniciativas para ampliar el gasto social en pensiones, vivienda, empleo y educación. También se adoptaron medidas para reducir la semana laboral y la duración del servicio militar obligatorio de 21 a 18 meses. En 1955 se introdujo una semana laboral de 45 horas, y en 1956 se aprobó una ley que duplicó el derecho a vacaciones de 6 a 12. Se introdujeron planes de pensiones relacionados con los ingresos para los trabajadores manuales (1955), los marineros (1956) y los trabajadores de cuello blanco (1957). En 1955 se introdujeron subsidios para cubrir la demolición y el realojamiento, mientras que en 1956 se hicieron obligatorias las contribuciones a la pensión. Una ley de junio de 1954 aumentó la pensión mínima e introdujo la indexación de las prestaciones de pensión, mientras que una ley de julio de 1957 introdujo una fórmula de pensión relacionada con el salario para los trabajadores de cuello blanco. 
En virtud de la Ley Collard de 1955, los municipios sólo podían admitir escuelas privadas "después de haber creado escuelas del sector público y sólo en los casos en que se sintiera la necesidad de ellas". También se construyeron nuevas escuelas, mientras que en el presupuesto de 1956 se preveía (por primera vez) la compra por parte del Estado de material escolar para "beneficiar a los alumnos de las secciones de enseñanza primaria y preescolar de los establecimientos de enseñanza secundaria del Estado". Además, una ley de marzo de 1958 responsabilizó a las autoridades públicas de los gastos de transporte (en caso necesario) de los niños con problemas cognitivos y con discapacidades similares a las escuelas especiales.
En conjunto, las diversas reformas sociales realizadas bajo el cuarto gabinete de Van Acker lo llevaron a ser conocido como el padre de la seguridad social belga.